# Bassa (peuple)
Pour les articles homonymes, voir Bassa.
Les Bassa (en bassa : Ɓàsàa) sont un peuple bantou d'Afrique centrale au Cameroun. Ils vivent dans différentes régions administratives, dans le Littoral, le Centre, et le Sud, dans les départements de la Sanaga-Maritime, du Nkam, du Wouri, du Nyong-et-Kéllé et de l'Océan. Plusieurs ethnies du Cameroun sont liées aux Bassa, il s'agit des Duala, Bakoko, Bati, Yabassi et Banen entre autres. Le peuple Bassa est considéré de nos jours comme étant originaire de Ngog Lituba. Plusieurs sous-groupes se sont constitués depuis leur départ de ce lieu mythique.

## Ethnonymie
Selon différentes sources, il y a différentes variantes de l'ethnonyme : Basaa, Bassa, Betjek, Bikyek. Le terme Bassa est le pluriel de nsa qui peut se traduire par partage ou rétribution. La légende voudrait qu'une dispute ait eu lieu entre les fils d'un ancêtre Bassa commun appelé Mban. Cette dispute concernait le partage d'un gibier après le retour de la chasse au village, il s'agissait d'un serpent. À l'issue de cette dispute, les protagonistes furent surnommés Bassa, qui se traduit par « les ravisseurs »[source insuffisante]. Cependant le vocable Bassa le plus ancien nous vient de l'Égypte sous le terme Umm usuda. Par la suite les textes Portugais postérieurs à cette époque utilisent les vocables Mascha, Easha, Biafra, Biafaré pour désigner les Bassa.

## Histoire

### Migration
Les Bassa désignent leur histoire la plus ancienne sous le nom de « légendes et mythes » : Mbog kôba ni kwân. Les griots, poètes et généalogistes définissent trois grandes périodes de l'histoire des Bassa. La première grande période s'appelle Kwan (période allant de l'origine jusqu'au xixe siècle av. J.-C.), la seconde période est Kôba (période des légendes du xixe siècle av. J.-C. au XVe siècle) et la dernière période Len (période allant du XVe siècle à nos jours).

#### De l'Égypte aux bords du lac Tchad
La tradition orale situe les origines du peuple Bassa en Égypte antique ou dans l'ancienne Nubie, à la frontière de l’Égypte  Après plusieurs invasions (pharaoniques, éthiopiennes et arabes) de la Nubie, et des catastrophes naturelles comme des inondations, les Bassa se seraient éloignés le plus loin possible du Nil en traversant les déserts africains pour descendre vers le sud-ouest[source insuffisante]. Ils s'établissent ensuite progressivement au Kanem Bornou où ils occupent la vallée du Logone sur les hauts plateaux de l'Adamaoua. Ensuite, ils longent le fleuve Logone pour se réfugier à Guelingdeng avant de se terrer dans les monts Mandara entre le Cameroun, le Nigéria et le Tchad actuels, qui rappellent les paysages de la Nubie. Mais les conquêtes arabes les délogent et les dépouillent de leurs trésors[source insuffisante]. Durant cette migration, ils s'associent à d'autres groupes dans l'espace et le temps. De ce fait, on retrouve les Bassa au Bénin, en Gambie, au Kenya, au Liberia, en République démocratique du Congo, au Sénégal et en Afrique du Sud.

#### Du lac Tchad à Ngog Lituba

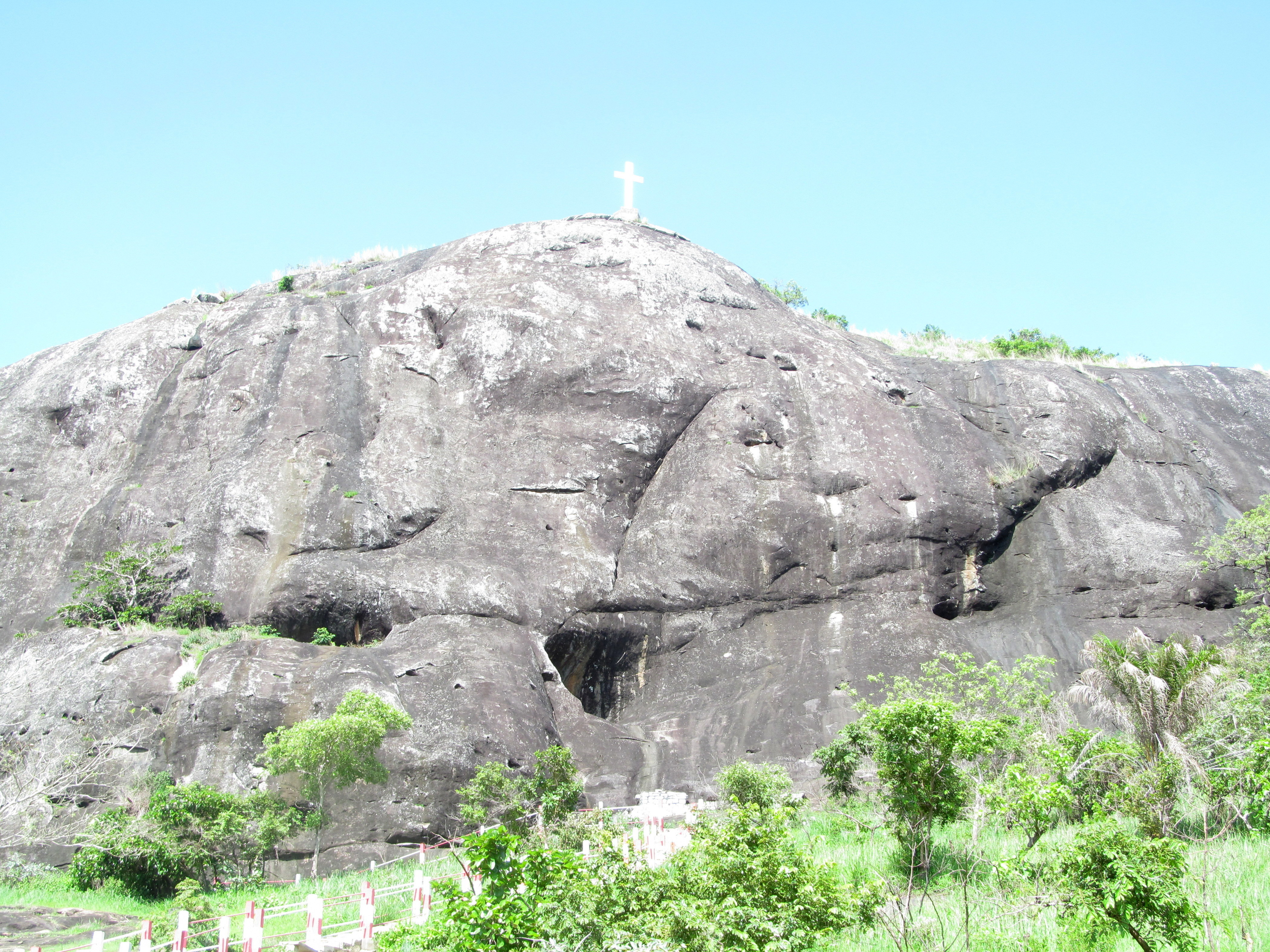
Entrée de la grotte de Ngog Lituba

Les hauts-plateaux de l'Ouest déverse ses eaux vers les bassins du Nil, du Congo et du Niger. Le peuple Bassa suivra ces itinéraires. Ainsi, quittant le centre du Cameroun, les Bassa descendent vers l’ouest et vers le sud, dans des zones forestières moins accessibles aux peuples conquérants. Fidèles à leur logique de rester près des cours d'eau, ils suivent un affluent de la Sanaga, la Liwa, pour se retrouver, sur la rive droite dudit effluent, au lieu-dit Ngog Lituba.

#### De Ngog Lituba au bord du Wouri

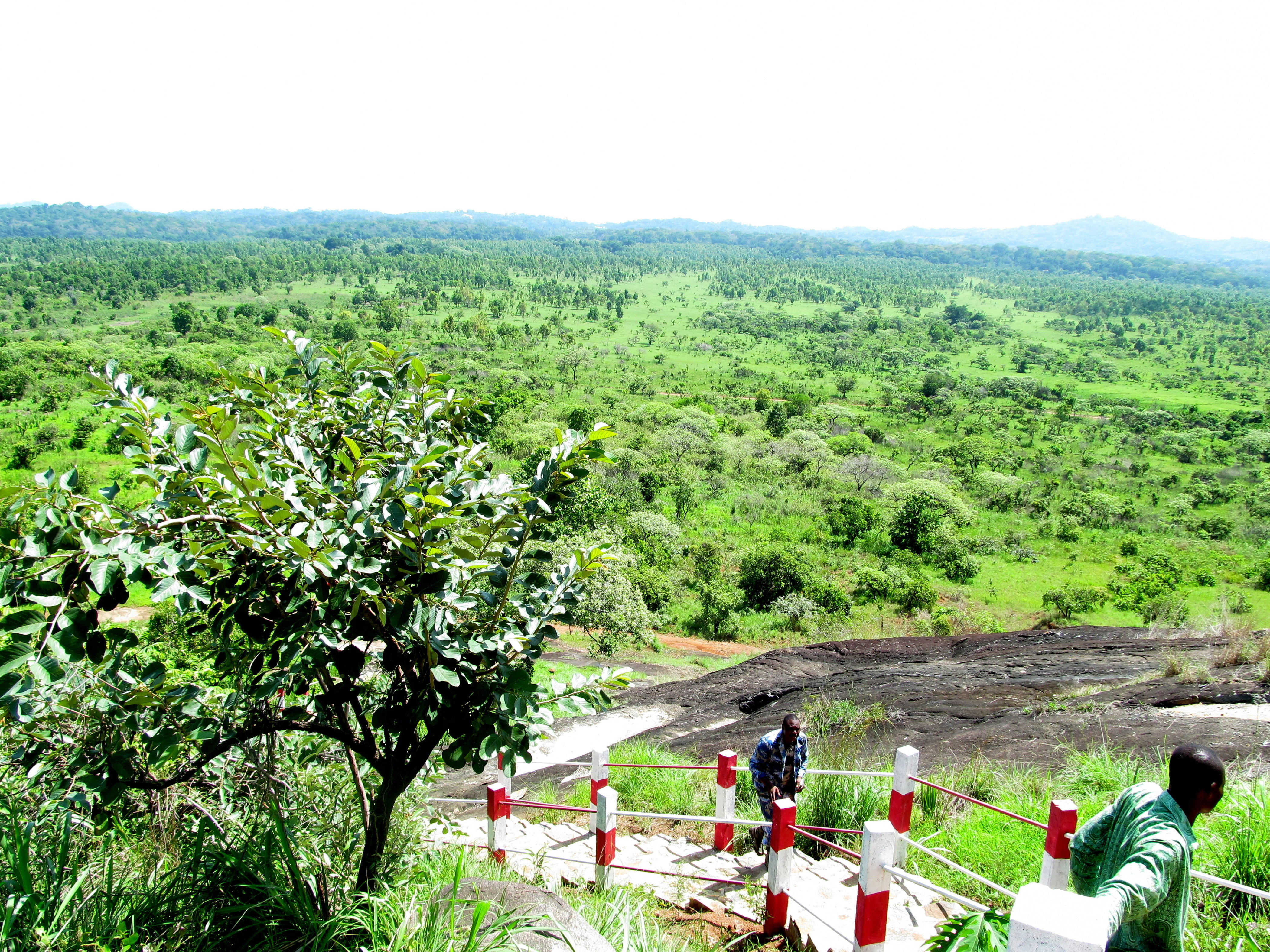
Vue des alentours de Ngog Lituba.

Les Bassa s’identifient dans leur totalité comme étant les descendants de ceux qui habitaient Ngog Lituba, c'est un de leurs mythes fondateurs : Bon ba ngok lituba (« les enfants du rocher percé »). À la veille du XVe siècle, Ngog Lituba s'avère être assez étroit pour le peuple Bassa, le besoin de trouver plus d'espace devient alors pressant. L'éclatement des familles nommées ci-dessous est l'objet de plusieurs versions. Pour certains, cela est la conséquence des désaccords entre ces familles, ce qui aurait conduit certaines à l'exil, et, pour d'autres, c'est la suite logique de leur longue marche jusqu'aux bords du Wouri. Certains s'installèrent dans la vallée inférieure de la Sanaga, il s'agit des Yabakalag, des Balimba, des Yassoukou et des Pongo. D'autres familles traversèrent la Sanaga en plusieurs endroits, ce fut le cas des Bikôk, des Ndôg Njee, des Eséka, des Dôk Béa de Makak, des Ngase d'Edéa, des Yabi, des Bakoko; d'autres s’enfoncèrent dans les forêts de Yabassi et du Haut Nkam. Ceux qui s'installèrent sur les deux rives du fleuve Nkam étaient les Ewodi, les Bodiman et une partie des Bakoko. D'autres clans émigrèrent plus loin pour atteindre les postes de Mbanga et de Nkongsamba, ils s'agissait des Abo et des Mbo. Parmi les familles demeurées à Ngok Lituba, on compte majoritairement les Bambimbi mais aussi les Basso Ba Likol. Les migrations prendront fin avec la barrière de l'océan Atlantique et l'arrivée des Européens. Installés dans cette zone côtière, les Bassa continueront leurs activités habituelles de cultivateurs, pêcheurs et chasseurs, entretenant une intense activité commerciale avec les Malimba, Duala et Bakoko.

### Le contact avec les Européens [1472 - 1960]

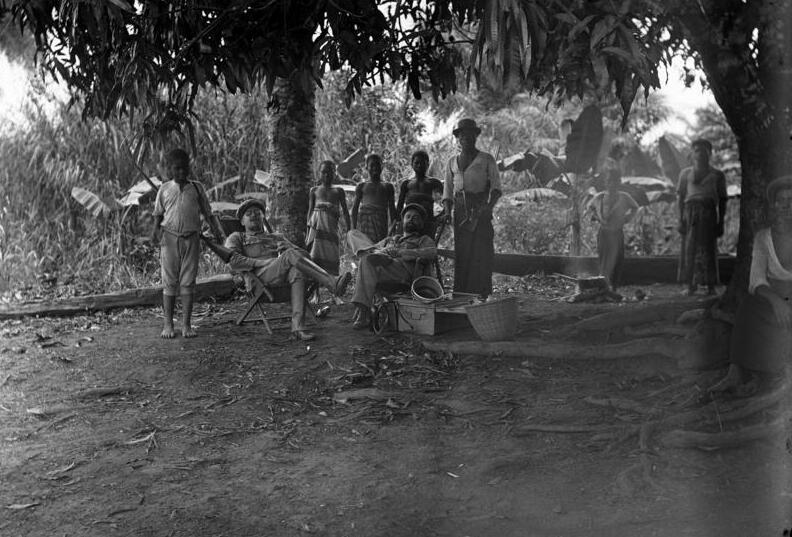
Jour de Noël 1901 dans une plantation allemande près du fleuve Moungo.

L'influence portugaise, entre 1472 et 1578, n'a pas été directe concernant le peuple Bassa, qui leur doit cependant l'introduction de certains fruits américains venant de Sao-Tomé et Fernando Poo, notamment l'avocat, la papaye, le cacao et la canne à sucre. Ces espèces végétales feront beaucoup plus tard la richesse des Bassa en général et du Cameroun en particulier. Les Hollandais et les Anglais se contenteront d'effectuer la traite le long de la côte occidentale d'Afrique sans avoir pour autant une profonde influence sur le peuple Bassa. Les premières résistances connues débutent avec l'arrivée des Allemands dès 1884. Le major Hans Dominik le décrit comme un peuple de résistants, qui lui fera perdre plusieurs de ses hommes lors de la bataille de Kan, dans l'actuelle Sanaga Maritime, au cours de la période allant de 1885 à 1907. Ses chefs les plus importants à l’époque germanique furent notamment : Mahop ma Mbom, Ikong Yap, Kumaya, Ngwem, Balema, Bimaye, Toko Ngango, Mbome Pep, Hiak Nkonga, Bitjoka bi Tum, Minyem mi Ntomb, Matip ma Ndombol, Mayi ma Mbem, Nkot Mayo, Matip ma Matip, Eone Eone, Undu Ngwem, Ntep Nak, Mangele ma Yogo, Mbey Mang Gwade, Njiki Njok, Baleng ba Mpode, Yomb Kamnjok, Bajang ba Honba, Mangele ma Balegel, Mbinak Binon, Nduga Bitak, Yamb Kamen,… Cependant les Allemands, après avoir pacifié leur relation avec les autochtones, entreprirent de nombreux chantiers ayant majoritairement trait à la culture du cacao, créant plusieurs centres dans les villages de Makak, Eséka, Longone, Nkan, Omeng, Nyambat… Les Allemands construisirent aussi une ligne de chemin de fer qui s'arrêta à Njok. La période française débute en 1919, sous le régime de l'indigénat (travaux forcés), débuté sous les Allemands. Les Français ouvrent un poste administratif en territoire Bassa à Ngambe dans la localité de Bambibi, en 1927. Lors de la Seconde Guerre mondiale, beaucoup de Bassa s'enrôlent auprès des Français pour combattre les armées allemandes. De retour au pays, et du fait des idées assimilées en Europe durant la guerre, les Bassa s'uniront à d'autres autochtones pour former des mouvements indépendantistes. Le plus connu des indépendantistes bassa se nomme Ruben Um Nyobe. Le Cameroun obtient son indépendance le 1er janvier 1960.

### Les ancêtres connus
Les traditions Bassa s'accordent à distinguer neuf grands ancêtres communs, dont les noms classés par ordre de naissance sont les suivants : Ngog, Mbog, Njel, Mbang, Mban, Ngaa, Nsaa, Bias, Buwe. De ces neuf ancêtres naîtront 167 enfants, ce nombre n'intégrant pas les femmes. Ces  ancêtres seront à l'origine de tous les clans Bassa actuels du Cameroun. Une tradition orale voudrait que le père commun à ces ancêtres, nommé Nanga, soit aussi l'ancêtre de plusieurs autres grands groupes ethniques du Cameroun, notamment les Etons, Bafia, Ewondo, Baya et Yambassa. Cependant, cinq descendants se sont illustrés au point de faire oublier les quatre autres. On utilise les vocables Ndôk ou Lôk (« ceux de... ») pour désigner les sous-ethnies :
| Sous-ethnies | Clans                                                                                           |
| ------------ | ----------------------------------------------------------------------------------------------- |
| Ntomb        | Lôk Ntômb, Ndôk Njéé, Lôk Basogog, Lôk Héndél, Mangaa, Ndôk tindi                               |
| Bakên        | Lôk Bakên, Ndôk Mben, Lôk Hééga, Ndôk Njee, Ndôk Ngônd, Lôg Dikit, Lôk Ngwang, Lôk Hende, manga |
| Jol          | Lôk Basangén-Oa, Ndôk Nléd, Lôk Batjék, Lôk Ngônd, Ndôk Kôbé, Ndôk Béa, Ndôk Sénd               |
| U            | Lôk Kat, Ndôk Makumak-Lém, nwamp-Dikum, Mangaa, Ndôk Tindi, Lôk Nwanak                          |
| Sop          | Bakembe, Lô Ot, Lôk Biem, Nti, Lôk Sôp                                                          |

La sous-ethnie Lôk Bakên était chargée de l'enseignement des choses du jour et la nuit, c'est-à-dire de la religion. Tous ces clans et sous-ethnies se retrouvent dans les régions du Sud, du Centre et du Littoral, principalement dans les départements de la Sanaga-Maritime, du Nyong-et-Kéllé, du Yabassi, du Wouri et de l'Océan.

## Localisation

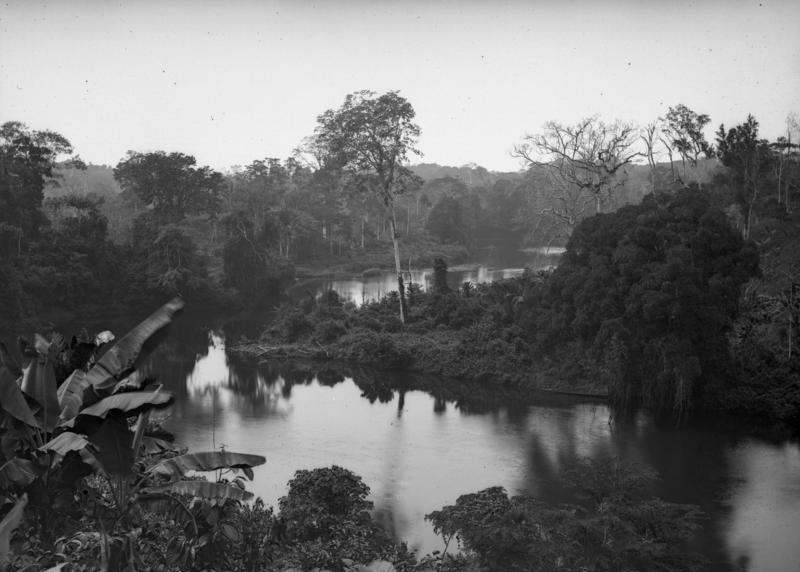
Fleuve Dibamba en 1903

Le peuple Bassa est majoritairement localisé dans la partie occidentale du Cameroun. Cette partie du territoire a un sol particulièrement riche. Il s'agit d'un vaste plateau central de 60 à 700 mètres d'altitude qui s'abaisse dans sa partie orientale et qui, à l'ouest, surplombe une plaine côtière. Les rebords du plateau sont sillonnés de nombreux cours d'eau.

## Culture et organisation

### Organisation sociale
Le peuple Bassa d'avant la colonisation avait une structure sociale de type patriarcale fortement hiérarchisée. Cette structure consistait en neuf classes sociales distinctes. Au sommet de la pyramide, se trouvaient les chefs de clans ou chefs de tribus (bakaambock), puis suivaient les membres des assemblées politiques et grands électeurs (bambombok), ensuite  les hommes religieux ayant l'autorité de réviser les lois du mbok et le renvoi du Nkaambock (bangéngé), puis les princes de sang royal (dikoo di mbock), les notables (banjehjel), les enfants (bonge), les femmes (bôda), les esclaves (minkol), les captifs (minyon). Cependant l'organe exécutif du village était constitué d'un nkaambock et de huit dikoo di mbock. Au niveau de la famille nucléaire, on trouvait cette même organisation à la fois patriarcale et matriarcale. Ainsi selon certaines sources, la famille comprenait le chef de famille (san mbay), ses fils, ses filles, ses femmes, leurs enfants, les domestiques et les esclaves. Par la suite, venaient les cousins, les cousines, les neveux, les oncles, les tantes, la belle-mère, le beau-père, les belles-sœurs et les beaux-frères. Le village était un regroupement de plusieurs familles. Le chef du village (mbombok) était en général issu de la famille la plus ancienne et la plus importante au sein du village. Son pouvoir auprès des siens était illimité et ne pouvait être remis en question. Il était le garant de la coutume et de la tradition, rendait justice et présidait les expéditions de razzia et de guerre.

### Mariage, naissances
Le mariage était précoce et le choix de la future épouse était souvent imposé par un des parents du futur époux. Les mariages entre ethnies proches ou voisines étaient proscrits. La dot était un arrangement entre les parents des futurs époux et était constituée de victuailles et autres présents matériels ; il s'agissait en général de chèvres, de volaille, de sel, d'huile, de houes et de machettes. Les festivités organisées en l'honneur de la mariée duraient de deux à trois mois. Une fois le mariage effectif, la jeune mariée intégrait de façon définitive la famille de son époux et ne pouvait guère divorcer. Lorsqu'un époux devenait veuf sans qu'il ait eu des enfants, la famille de la défunte pouvait offrir en mariage une des leurs sans exiger une nouvelle dot. La stérilité, considérée comme une malédiction, était toujours attribuée aux femmes. Les Bassa étaient en général polygames et le nombre d'épouses n'était guère limité. Les épouses avaient un rang correspondant leur niveau dans la hiérarchie au moment du mariage. Le mari polygame pouvait donner son accord à sa femme d'avoir les relations sexuelles avec un autre tout en restant son époux.
Durant la grossesse de son épouse, le géniteur consultait le prêtre du Ngambi afin de s'enquérir des pratiques spéciales et rites favorables aux accouchements sans douleur et sans accident de son épouse. Une sage femme offrait des soins et décoction afin de faciliter l'accouchement. Après l'accouchement, la femme restait alitée cinq ou quatre jours respectivement, selon que le bébé était de sexe masculin ou féminin. Durant cette période, on lui concoctait des mets chauds accompagnés de vin de palme afin de provoquer une abondante lactation. Une fois cette période de repos terminée, le nouveau-né était présenté à la famille et aux amis à l'occasion d'une cérémonie particulière. Durant cette cérémonie, on versait l'eau recueillie durant les ablutions de l'accouchement sur le toit de la maison familiale, et cette eau devait (représentant le créateur) par la suite retomber sur l'enfant afin de le protéger du mauvais sort. Une fois cette étape traversée, la mère revêtait une tenue traditionnelle fait de guirlandes (les esprits des anciens), de feuilles et de coquilles d'escargot (symbolisant les êtres vivants); ainsi parée et tout en dansant, elle faisait le tour des cases du village afin de présenter le nouveau-né aux autres membres de la communauté. Le nom donné à l'enfant était prescrit par le prêtre du Ngambi et pouvait s'apparenté à celui d'un ancêtre mort ou celui d'un ancien du clan. La durée de l'allaitement maternel pouvait aller jusqu'à deux années consécutives, et ce jusqu'à ce que le nouveau-né apprenne à marcher. L'enfant demeurait ainsi auprès de sa mère et l'accompagnait dans ses différentes activités quotidiennes.
La période de l'adolescence commençait dès l'âge de dix ans. À cet âge, l'enfant se ressemble tous les soirs avec les autres garçons pour écouter les contes et leçons de morales des anciens. La première cérémonie initiatique était la circoncision, et on ne devenait homme qu’après avoir été circoncis. La cérémonie était une occasion de fête et un banquet était de rigueur. La date de la cérémonie, le lieu, et la convocation du spécialiste « Nkwee bi ok » était fixée par les prêtres du Ngambi. Durant cette phase initiatique, on transmettait aux futurs circoncis les enseignements relatifs à leur généalogie, l'histoire du clan, du village et enseignement nécessaires à son émancipation . Cette épreuve devait être surmontée avec beaucoup de bravoure et stoïcisme sous peine d'être la risée du village.
Dans la tradition Bassa, un enfant qui meurt avant d'avoir eu prénom issu du baptême traditionnel est considéré comme n'ayant jamais fait partie de la famille, aucun deuil ne lui était accordé.

### Vie matérielle

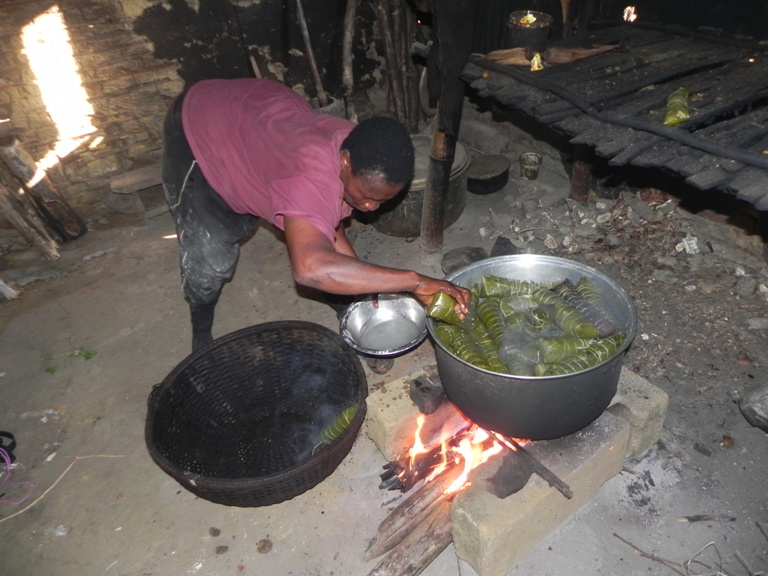
Femme Bassa préparant le mintoumba

Les activités quotidiennes des Bassa étaient diversifiées, ils pratiquaient la chasse, la cueillette, l'agriculture et l'élevage. Les produits de la cueillette étaient les champignons, les fruits sauvages, les herbes diverses et surtout médicinales. Ils élevaient des chèvres, des moutons et de la volaille. La chasse se pratiquait en groupe ou en solitaire. Les chasses collectives s'effectuaient à l'aide de chiens portant des grelots et, souvent, avec des vastes filets. Pour la chasse en solitaire, les Bassa avaient recours à de nombreux pièges tels les lassos, traquenards et fosses armées de pointes. La pêche était pratiquée sous diverses formes, l'empoisonnement des eaux, la pêche à l'épervier, à la ligne et à la nasse. L'agriculture était la principale occupation des Bassa. Les hommes étaient chargés de débroussailler des parcelles de forêt qu'ils mettaient à disposition de leurs femmes afin qu'elles puissent y cultiver. Les cultures maraîchères étaient diversifiées, comprenant des tubercules (macabo, igname, taro, manioc), des graines (pistache, haricot vert, melon, arachide), des fruits (ananas, papaye, goyave, mangue sauvage), des légumes (salade, persil, betterave).

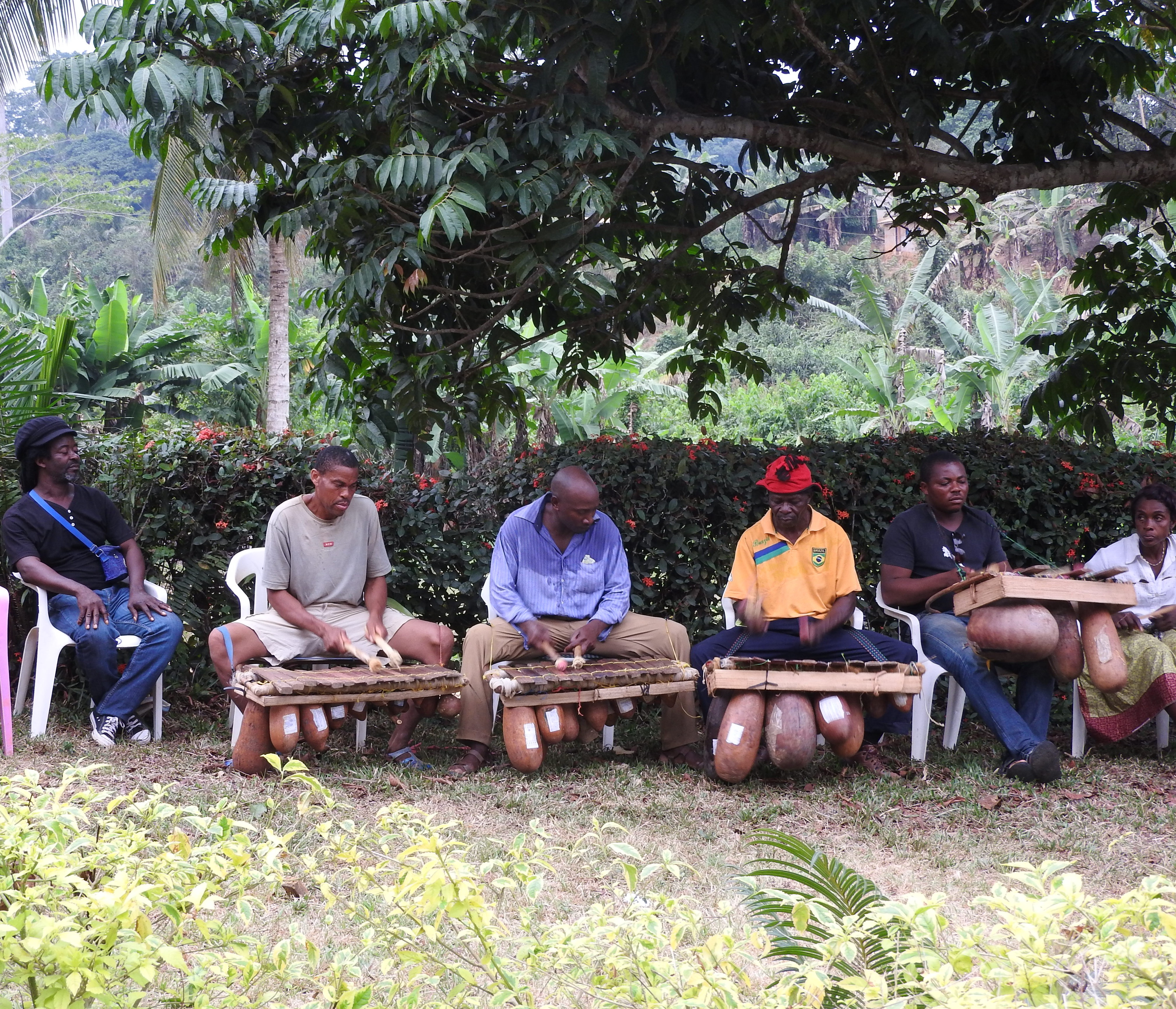
Balafonistes Hikoadjom Mars 2017

L'artisanat bassa pré-colonial était essentiellement axé sur ses différentes activités quotidiennes. Ainsi, le forgeron du village fabriquait le matériel usuel tel les coutelas, lances, couteaux de cuisine, grelots pour les chiens, machettes et houes. Le charpentier utilisait le bois pour faire les différents meubles de la maison tels les chaises, les nattes. Le potier était chargé de la fabrication des objets diverss telles les marmites, jarres et gargoulettes. Les pêcheurs fabriquaient des pirogues et des filets de pêche, construisaient les barrages sur les cours d'eau (makot). Les prêtres faisaient fabriquer les tambours, balafons, gongs et tam-tams. Les chasseurs tendaient des pièges dans la forêt, effectuaient la chasse à course, à l'arbalète et à la fronde.
Les cases des Bassa étaient rectangulaires et comportaient trois à quatre pièces. Les cases étaient construites en terre battue, crépies à la chaux ou à l'ocre. Elles étaient très solides afin de pouvoir résister aux intempéries et attaques des panthères et autres animaux sauvages. Chaque homme et chaque femme disposait d'une case. La case principale, bien plus grande, servait de salle de repas en commun et de case pour les hôtes de passage. Un grand feu de bois morts était allumé au milieu de la case principale lorsqu'elle était occupée, et on disposait les lits faits de bambous et de nattes tout autour. Les hommes et les femmes veillaient ainsi en compagnie de leurs hôtes jusque tard dans la soirée avant de se retirer. Le chef de famille avait une case dans la forêt, où il entreposait les secrets de la famille et tenait les réunions importantes.

### Chants, danses, jeux et arts
Les Bassa utilisaient le chant, la chanson et les complaintes pour raconter leurs exploits. On les subdivise en trois groupes. Les chants religieux étaient pratiqués au moment de certains rites de passages tels la naissance, l'exorcisme, la bénédiction, le mariage, l'enterrement ; les chants magiques accompagnaient les séances de guérison ; les chants populaires ou profanes étaient chantés par les femmes à l'occasion d'une victoire sur les tribus ennemies ou par les poètes. La danse était toujours associée au chant. Ainsi il y avait plusieurs instruments musicaux permettant d'épouser les danses y afférentes. On distingue ainsi les instruments à rythmes, tel le m'be, bambou strié sur lequel on frottait un anneau ; les instruments à cordes, ndinga, qui est une guitare, et hilun, une cithare ; les sép, hikos et hion sont trois grands groupes d'instruments, utilisés pour transmettre des informations. Parmi les instruments à percussion, il y avait le xylophone (mandjan), le tambour (ngom), le tam-tam téléphone (nku). Les gongs (minkén) se présentaient sous deux formes, sô pour la danse religieuse en général et kon pour la danse religieuse des femmes.
Les Bassa disposaient de cinq catégories de danses. Les danses religieuses des hommes (bisôô, njé nku, lihpongô) étaient des danses d'expiation au retour des expéditions guerrières. Elles n'étaient pratiquées que par certains hommes, essentiellement ceux ayant fait preuve de bravoure au combat. Il leur fallait expier les meurtres des ennemis auprès des ancêtres, même si c'était durant la guerre. Les instruments utilisés étaient les ngongs. La danse de la panthère (Njé Nku) était une danse réservée aux hommes léopards (njé veut dire panthère). Les danses magiques ou rituelles (ifon) étaient pratiquées pour la guérison des malades, l'objectif étant de chasser les mauvais esprits. Les danses des femmes (koo, bikéhên ou minkên) étaient pratiquées pour la guérison des malades et chasser les mauvais esprits. Les danses mbân, makune, hikwé étaient celles des jeunes. Le hikwé est une des variantes du mbân et du makune, pratiqué par tout le monde.

Danse des peuples du Littoral Cameroun
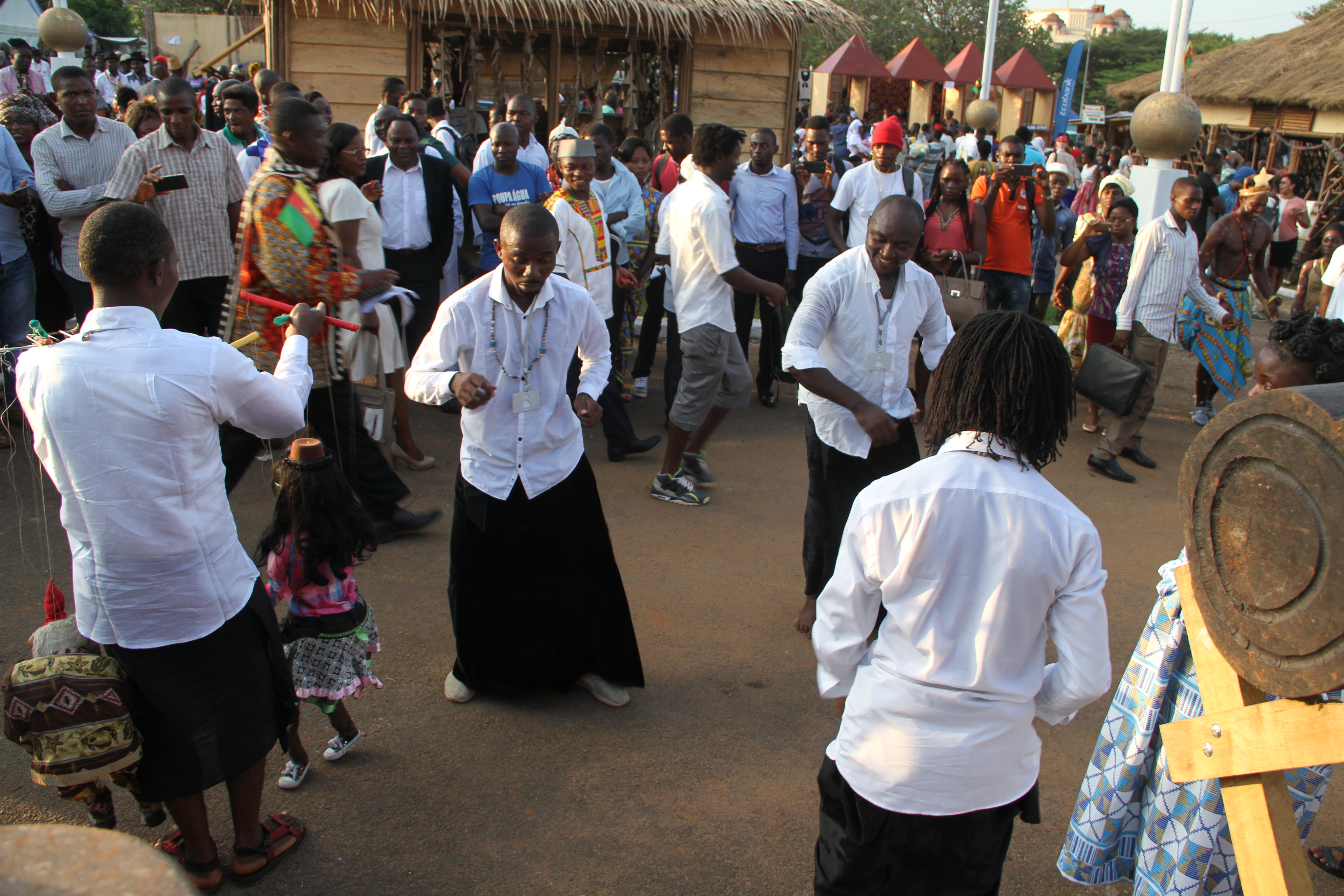
Makunè
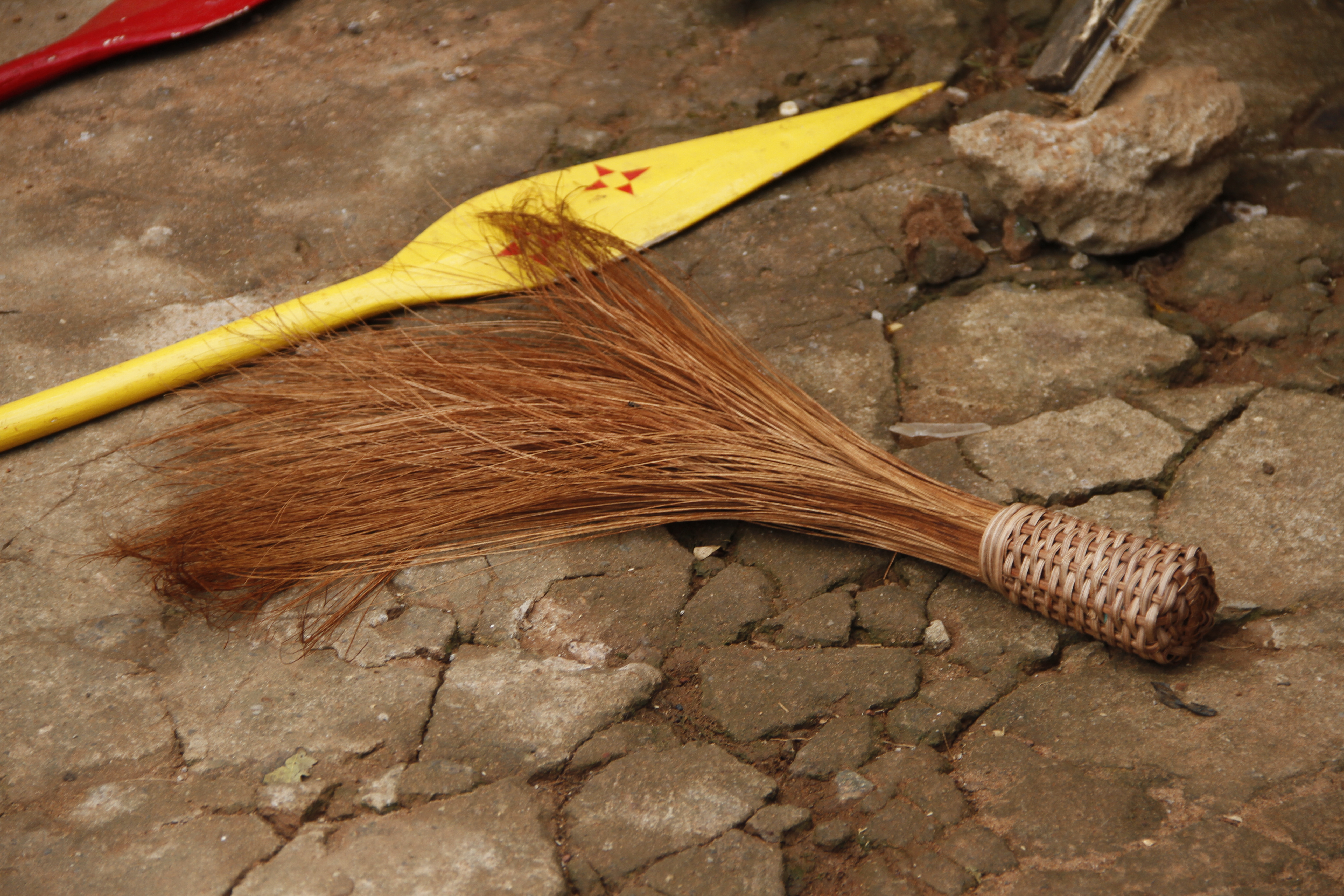
Accessoire de danse traditionnelle
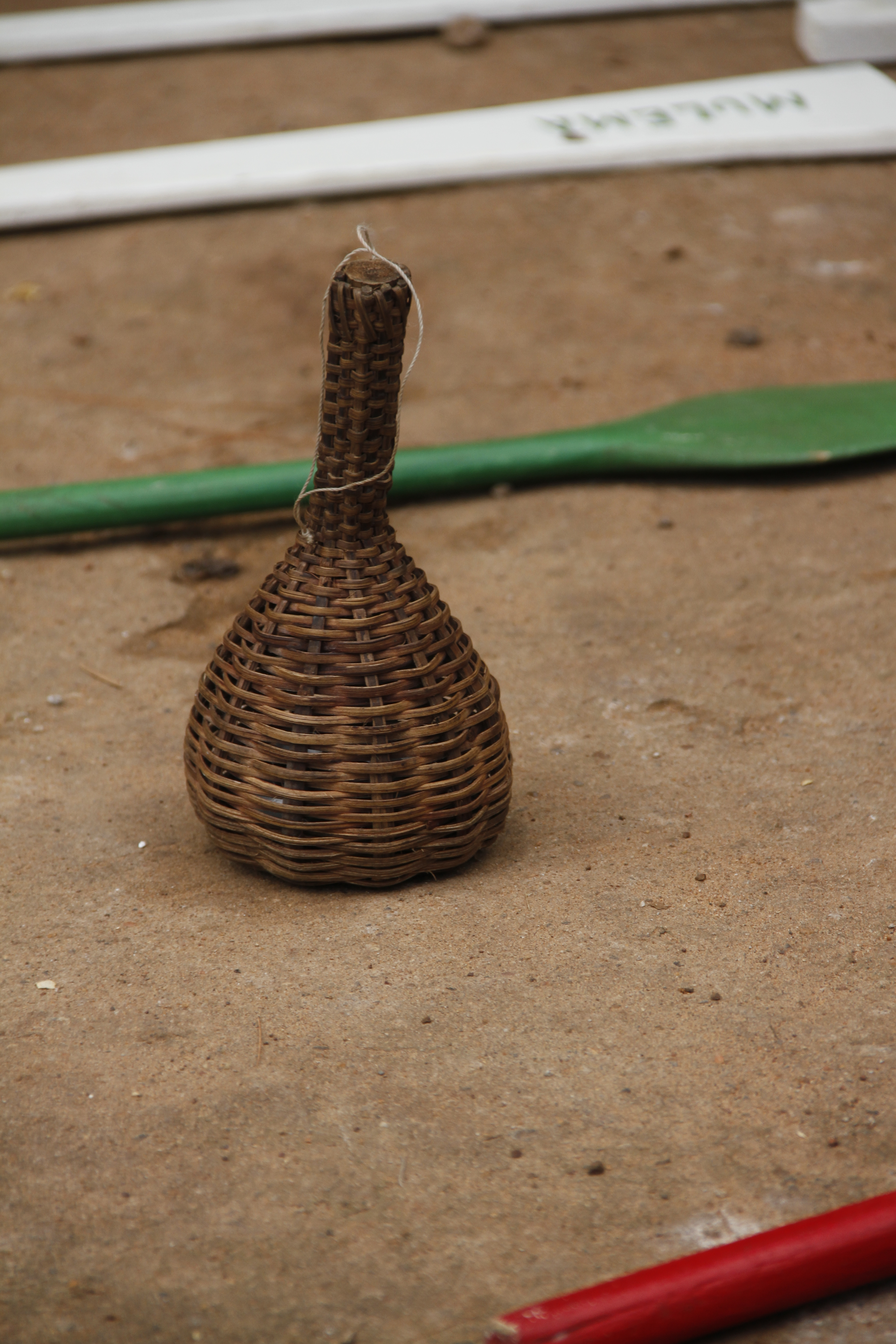
Instrument de musique traditionnelle

Les Bassa avaient plusieurs jeux pour se distraire. La lutte (masin) se pratiquait entre deux individus, l'objectif étant de mettre l'arrière de la tête de son adversaire au sol. Le njéga était un jeu qui se jouait à deux sur une pièce de bois conçue pour la circonstance. Le mbônpa était un jeu pratiqué par les jeunes gens afin d'évaluer leur bravoure et leur témérité.
Les Bassa pratiquaient la scarification (dikep) et la chirurgie dentaire à visée esthétiques (njôlô). Les scarifications étaient spécifiques aux femmes et pratiquées en général au bas-ventre et au dos ; elles étaient présentées comme des atouts de beauté. Les tatouages étaient pratiqués tant par les hommes que les femmes, bien qu'ils aient des significations différentes. La chirurgie esthétique dentaire était pratiquée par un spécialiste et consistait à créer un espace entre les deux incisives supérieures afin de faire ressortir la beauté de la dentition. Une autre forme de dessin normalisé était aussi pratiquée sur les mobiliers (calebasses, cuvettes en bois, peignes).

### Habillement

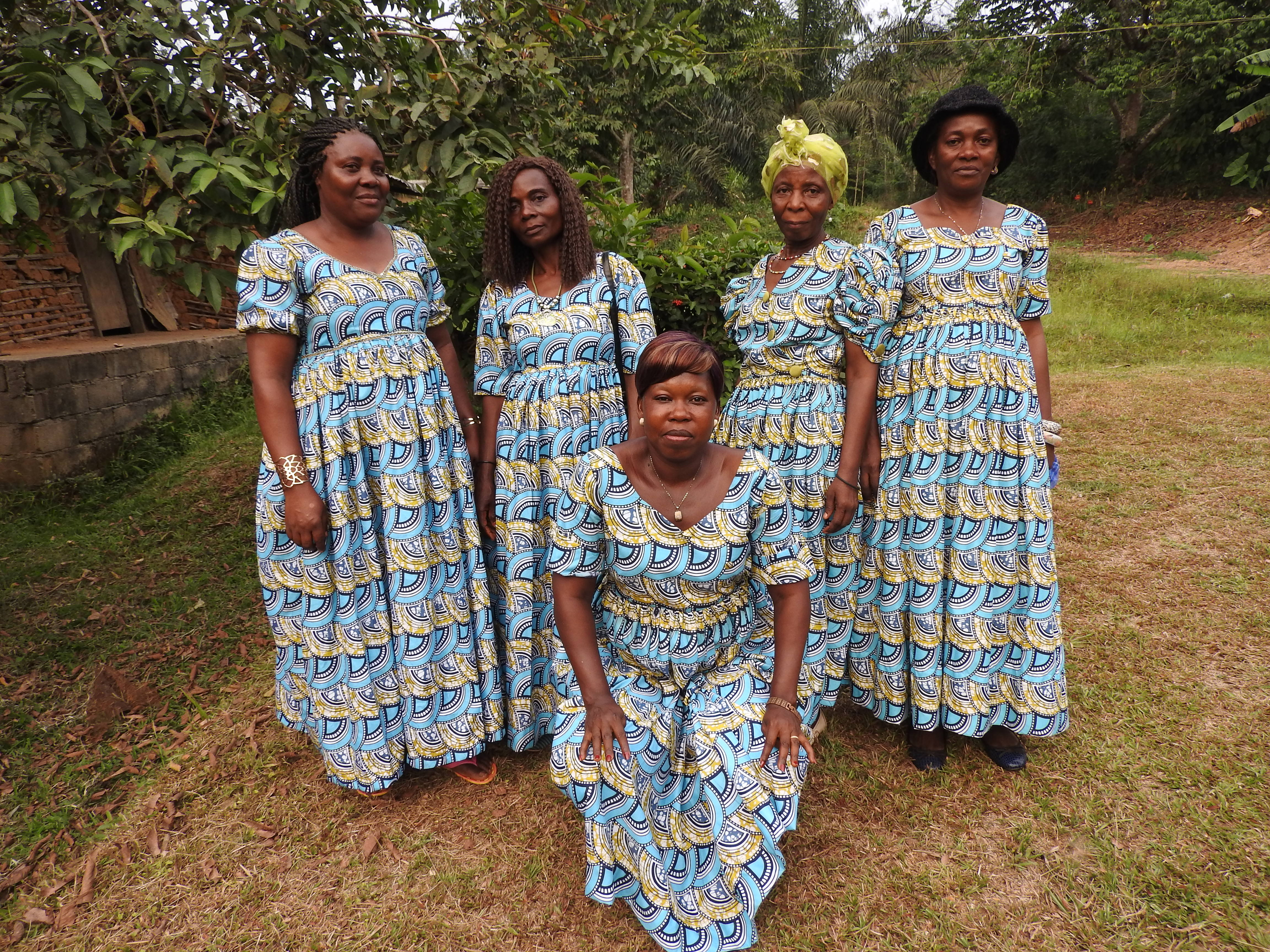
Femmes Bassa en Kaba Ngondo Association Hissis à Hikoadjom 2017

Le Bassa primitif arborait un cache-sexe (hikubi) fait d'écorce d'arbre (po), retenu par une ceinture fait de la même matière. Le torse était nu et parfois recouvert d'une peau de panthère. Le chef de la tribu arborait en outre des bracelets d'ivoire (dikom dimoo) et des colliers d'ambre (bakola). Les femmes arboraient des cache-sexes faits de feuilles de plantes (Mandoga) ou des jupes tressées en fibres de raphia (mabui ma bisôhô). Les esclaves de cette époque portaient des boucles d'oreilles qui les distinguaient des nobles de la tribu. La toilette de la femme évolua au contact des premiers Européens, avec le port d'une sorte de robe qui la couvrait à partir des seins, lesquels n'étaient pas couverts jusqu'alors. Au fil du temps, la garde-robe bassa évolua au point de se conformer au style occidental,.De nos jours, la tenue traditionnelle des bassa est le Sanja ou Sanja libato et une chemise pour les hommes, et le Kaba ou Kaba ngondo pour les femmes.

## Religion

### Le Nyambéisme
Le Nyambéisme est un système de croyance basé sur Nyambe. « Nyambe » est le nom principal donné à Dieu par plusieurs peuples bantous. Une des variantes du Nyambéisme Africain se retrouve dans le Mbok des Bassa du Cameroun. Le peuple Bassa a toujours cru à l'existence d'un ancêtre commun appelé Hilôlômbi (« celui qui vit de toute éternité ») ou ngué (« ancêtre commun »). Ce concept se veut tout simplement logique : si je vis, c'est qu'il y a eu quelqu'un avant moi, et ce dernier est le produit d'un autre et le cycle se répète jusqu'à l'infini. La religion bassa n'est pas dogmatique, tout le monde est accepté à partir du moment où l'on appartient à une famille, qu'on soit un natif ou un étranger.

### Un panthéon foisonnant
Les fondements et croyances du peuple Bassa sont essentiellement endogènes et relèvent des traits propres à leur culture. La religion du Nyambe chez les Bassa n'est pas une religion révélée. Il s'agit plutôt de l'expression des efforts constants des patriarches, qui au cours de leur histoire, cherchaient à comprendre l'univers et à y vivre en harmonie. C'est de cet ensemble d'idées, comportements, attitudes et usages que naîtra une religion dans laquelle on croit en un Dieu unique universel. Cette religion se veut naturelle mais pas irrationnelle, car elle répond à un besoin qui est de retrouver son créateur par la lignée des ancêtres. Croire à l'existence de l'ancêtre est la loi suprême. Si on existe, c'est forcément qu'on a un ancêtre (me yé, me nin, hala we me gwé basôgôl). Dieu est le créateur, l'ancêtre en est son produit et le père biologique est le plus proche représentant de cet ancêtre. De ce fait il faut respecter et toujours porter assistance aux anciens de la famille et de la communauté, car du fait de leur primogéniture et leur maîtrise de la tradition, ils constituent la mémoire vivante de l'ethnie. De plus, ce dernier peut se réincarner n'importe où et n'importe quand, et le respect dû aux anciens doit donc être général. C'est l'une des raisons pour lesquelles les Bassa choisissent de se faire enterrer chez eux, dans leur village afin d'être proche de ces ancêtres (« Plutôt auprès de mes ancêtres qu'ailleurs »). Parmi les anciens, l'oracle (mut ngambi) est le devin chargé les ordres de l'au-delà.
La religion bassa propose aussi un panthéon terrestre, aérien et aquatique. Le panthéon céleste est composé de trente-six de 36 divinités dont les neuf principales sont les suivantes : la terre (isi) ; le ciel (ngi) ; la lune (Sôn) ; l'arc-en-ciel (nyum) ; le soleil (hianga) ; l'harmattan (mbebi) ; la biosphère (libu) ; l'atmosphère (aakôp) ; le créateur (Hilôlômbi). Les neuf dieux du panthéon terrestre étaient les suivants : Ngambi (animal totémique de l'ethnie, oracle du peuple) ; Ngé (divinité protectrice de la justice et du commandement de l'univers bassa) ; Um (divinité de la guérison, de la médecine et des manifestations culturelles) ; Kôô(déesse protectrice des femmes, de la fécondité) ; Njeg (dieu de la vengeance, de l'ordre et de la police) ; Ngena (dieu des maladies) ; Kul  (dieu du parjure) ; Hu (dieu de la voyance) ; Lep-Liemb (dieu de la connaissance de l'âme humaine).

### Lieu saint et lieux sacrés
Le peuple Bassa considère la grotte de Ngok Lituba comme un lieu saint. Ce lieu fait actuellement l'objet de plusieurs disputes entre l'église catholique et les autochtones. Les Bassa avaient aussi neuf lieux sacrés et dans chaque lieu sacré, on vénérait les neuf divinités terrestres. Les lieux sacrés étaient les suivants : Ngog Lituba, Li Boi Li Ngog, Yum Nge, Son Nlolo, Sebe, Tun Likan, Si Ndongi, Bum Nyebel et Ngog Bason . Ngog Nge chez les Bakembe
Néanmoins, la pensée traditionnelle religieuse des Bassa a beaucoup évolué du fait de la rencontre d'autres cultures religieuses, notamment le christianisme. La première église catholique fut construite par des pallottins allemands, en 1890, à Marienberg (village d'Elog Ngango), petite localité située à une cinquantaine de kilomètres d'Édéa,. En 1932, on dénombrait quatre prêtres indigènes Bassa et le premier pasteur Bassa était nommé Joseph Tjega. Aujourd'hui on dénombre plusieurs évêques, prêtres et religieuses Bassa.

## Éducation
La première école se trouvait à Edéa et portait le nom de Centre de Certificat d'études.

## Langue
Comme la plupart des langues confrontées à d'autres cultures, la langue Bassa a incorporé certains emprunts et évolué avec le temps. On distingue quatre périodes de son évolution, le bassa parlé avant 1472, le bassa parlé entre 1472 et 1919, le bassa parlé entre 1919 et 1945 et le bassa parlé aujourd'hui.
La langue basaá (ou bassa) appartient au groupe des langues bantoues. Elle est parlée par environ 400 000 personnes autour des villes d'Édéa, d'Éséka et de Douala. Elle possède des caractéristiques phonétiques et grammaticales communes à beaucoup de langues bantoues, comme les classes nominales, le « b » implosif et un système à tons : ton haut, ton bas, ton bas-haut, ton haut-bas, ton moyen,. La langue est transcrite au moyen d'un alphabet latin adapté, comprenant les consonnes, voyelles et accents spécifiques aux langues bantoues.

## Spécialités culinaires

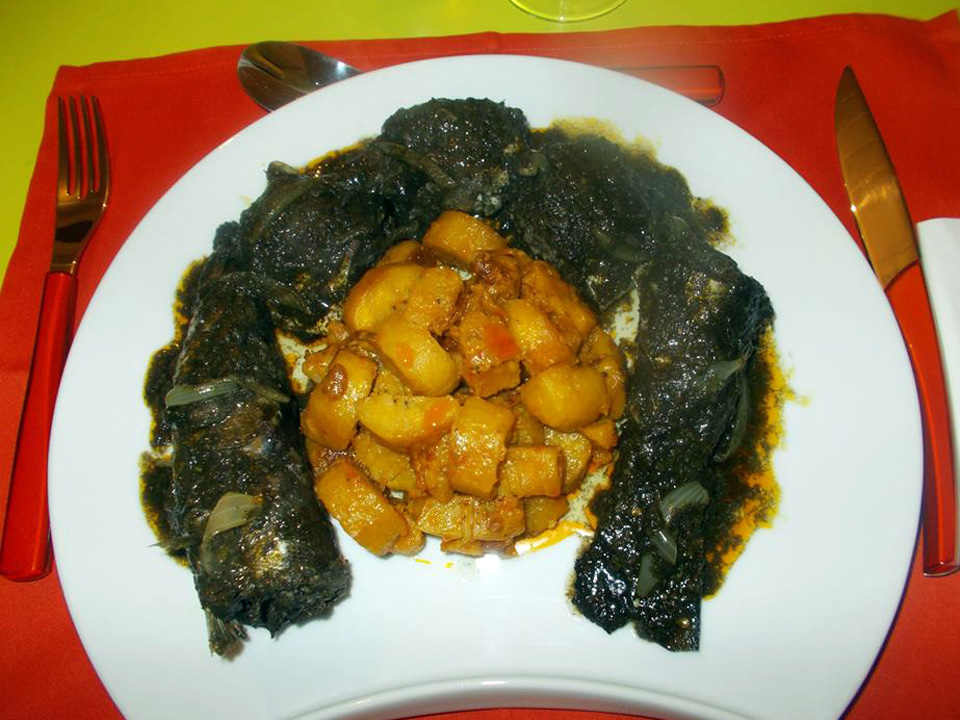
Mbongo tjobi  et banane plantain.
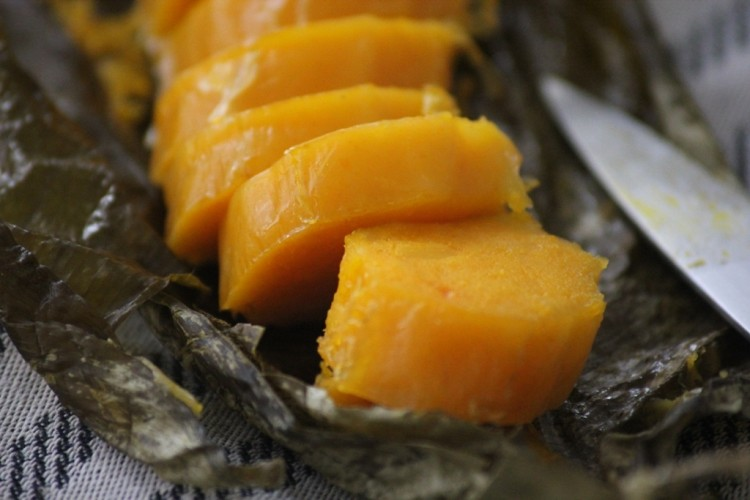
Mintumba.

Divers produits importés depuis 1472 font partie de la consommation journalière des Bassa : rhum, sel.
Quelques plats camerounais très connus sont originaires du pays bassa, dont la sauce Bongo'o, et le Mintoumba.
Le Mintoumba est un pain de manioc fait à partir du roui de manioc malaxé et mélangé avec de l'huile de palme, du sel, des épices et du piment, le tout roulé et ficelé dans une feuille de bananier.

## Personnalités
- Ruben Um Nyobe : homme politique, leader de l'UPC, le mouvement nationaliste camerounais, avant l'indépendance.
- Bellnoun Momha: Auteur du dictionnaire Bassa - Français[45] et Français- Bassa[51]
- Joseph Mboui : Ancien ministre de l'éducation nationale, député, anthropologue/sociologue camerounais.
- Thomas Mongo : prélat catholique romain, premier évêque résidentiel camerounais.
- Meinrad Hebga : prêtre, enseignant, théologien, philosophe.
- Henri Hogbe Nlend : mathématicien, universitaire, homme politique.
- Louis-Marie Pouka : poète.
- Jean Ikellé-Matiba : juriste, écrivain, Grand Prix Littéraire de l'Afrique Noire (1963).
- Benjamin Matip : juriste‚ avocat‚ écrivain.
- Augustin Frédéric Kodock : économiste, homme politique, haut fonctionnaire.
- Simon Ngann Yonn : ingénieur des ponts et chaussées, ancien Directeur Général (Office National des Ports du Cameroun et Société Nationale d'Investissement).
- Siegfried Roussel Dibong : ingénieur de génie civil, enseignant, ancien Directeur Général de l'Office National des Ports du Cameroun.
- Pierre Ngijol : agrégé de grammaire (1963), universitaire, écrivain.
- Emmanuel Soundjock Soundjock : agrégé de grammaire (1965), universitaire, écrivain.
- Werewere Liking : écrivaine, poète, chorégraphe et peintre camerounaise.
- Bassek Ba Kobhio : écrivain et cinéaste.
- Achille Mbembe : universitaire, historien, politiste et philosophe‚ membre de l'académie américaine des arts et des sciences, membre de l'académie sud-africaine des sciences, membre de l'académie nationale des sciences humaines et sociales du Royaume-Uni (British Academy), lauréat du prix Holberg pour les arts et les lettres, les sciences humaines, le droit et la théologie (2024).
- Charles Binam Bikoi : universitaire, anthropologue, écrivain, Secrétaire Exécutif du CERDOTOLA.
- Charly Gabriel Mbock : universitaire‚ anthropologue‚ homme politique.
- Nathalie Yamb : journaliste‚ communicatrice‚ militante anticolonialiste‚ anti-impérialiste et panafricaniste.
- Louis Yinda : Ancien directeur de la Sosucam, Homme d'affaires camerounais.
- Olivier Madiba : concepteur de jeux vidéo et CEO de Kiro'o games.
- Bruno Ntep : pratiquant de Taekwondo (Champion d'Europe).
- Roger Milla  : joueur de football.
- Joseph Antoine Bell : joueur de football.
- Emmanuel Kundé : joueur de football.
- François Omam-Biyik : joueur de football.
- Samuel Eto'o : joueur de football.
- Henri Georges Minyem : Mbombog, universitaire, homme politique, artiste chansonnier.
- Rigobert Song : joueur de football.
- Jean II Makoun : joueur de football.
- Joël Matip : joueur de football.
- Samuel Umtiti : joueur de football.
- Griedge Mbock : joueuse de football.
- Emile Ntamack : joueur de rugby.
- Hemley Boum : écrivaine, Grand Prix Littéraire de l'Afrique Noire (2015).
- Blick Bassy : artiste-musicien, écrivain, Grand Prix Littéraire de l'Afrique Noire (2016).
- Marie-Claire Matip : femme de lettres, première écrivaine d'Afrique Noire francophone.
- Marinette Ngo Yetna : Femme politique et chef d'entreprise (1965-2021)
- Bertrand Mbouck : directeur général Dangote Cameroon S.A.
- Nicolas Batum : joueur de la National Basketball Association (NBA).
- Joel Embiid : joueur de la National Basketball Association (NBA), Most Valuable Player (MVP) de la saison régulière 2023.
- Sosthène Léopold Bayemi Matjei : Évêque, Universitaire.
- Eitel Martin Batet : Ancien Directeur de la Sonel. Homme d'affaires Camerounais
- Roger Gabriel Nlep(1949-2003): Universitaire, Auteur, Enseignant, 1er Doyen de la Faculté des sciences juridiques et Politiques de l'Université de Dschang, Vice-Recteur  (1996-1998), chargé des enseignements (2000-2003) à l'Université de Douala[52]
- Daniel Etounga - Manguelle: Ingénieur-Conseil, économiste et écrivain né à Ekoadjom (1943-2024)
- Benjamin Yamb: Spécialiste en sciences économiques[53], enseignant à l’école supérieures des sciences économiques et commerciales - ESSEC - de l’Université de Douala et écrivain[54]
- Justin Léopold Nouind: Universitaire[55], chercheur et auteur dans les domaines de l'histoire du droit (égyptologie juridique)[56], l'anthropologie juridique[57] et les assurances.
- Albert Mandjack[58]: Professeur titulaire des Universités en sciences politiques, Auteur, Directeur des affaires administratives à l’Université de Bamenda (2014)-  Conseiller du Recteur de l'Université de Dschang au Cameroun (2017); Vice - Doyen de la recherche et de la coopération à l’Université de Douala (2020)[59]
- Thomas N’gijol : Humoriste